# Orimattila
Orimattila est une ville du Sud de la Finlande, dans la région du Päijät-Häme.

## Histoire
La paroisse est fondée en 1636. La commune est créée à la suite de la loi sur l'organisation communale de 1865.
Après la guerre de Continuation (1944), sa population passe de 10 000 à 13 500 habitants avec l'arrivée de réfugiés venus de Carélie, et plus particulièrement du village de Kirvu (8 000 résidents alors) dans l'Isthme de Carélie. Les habitants de ce village, comptant notamment la famille de Kimi Räikkönen, sont relogés en presque intégralité à Orimattila et à Mäntsälä. La population n'a que très peu varié depuis.
Orimattila est devenue une ville en 1992. C'est la municipalité de naissance des frères Mika et Aki Kaurismäki.

## Géographie
| Hollola  | Lahti, Nastola    |       |
| Kärkölä  | Orimattila        | Iitti |
| Mäntsälä | Myrskylä, Pukkila |       |

La commune est relativement étendue et agricole.
Outre un centre-ville important concentrant les deux tiers de la population, la commune compte 16 villages.
La ville est à 93 km du centre d'Helsinki, et plus d'une heure de route. Orimattila ne fait pas partie à proprement parler de l'agglomération d'Helsinki et le nombre de personnes qui commutent quotidiennement reste assez faible même s'il tend à augmenter.

## Démographie
Depuis 1980, l'évolution démographique d'Orimattila est la suivante, :
| Année      | 1980   | 1985   | 1990   | 1995   | 2000   | 2005   |
| ---------- | ------ | ------ | ------ | ------ | ------ | ------ |
| population | 15 184 | 15 246 | 15 805 | 15 909 | 15 629 | 16 154 |

| Année      | 2010   | 2015   | 2020   |
| ---------- | ------ | ------ | ------ |
| population | 16 309 | 16 326 | 16 005 |

## Lieux et monuments
- Église d'Orimattila
- Église d'Artjärvi
- Parc d'animaux domestiques d'Orimattila (fi)
- Musées d'Orimattila (fi)

## Transports
Le centre-ville est situé un peu à l'écart (12 km) de la route nationale 4-E75 (Helsinki-Lahti).
Orimattila est aussi traversée par la route nationale 12, la seututie 164, la seututie 167 et la seututie 172.

## Jumelages
| Ville | Ville                                      | Pays | Pays      | Période     |
| ----- | ------------------------------------------ | ---- | --------- | ----------- |
|       | arrondissement de Weissenburg-Gunzenhausen |      | Allemagne | depuis 1963 |
|       | Commune de Jõgeva                          |      | Estonie   |             |
|       | Kozármisleny                               |      | Hongrie   |             |
|       | Valga City (d)                             |      | Estonie   |             |

- Östhammar (Suède)
- Weissenburg (Allemagne)
- Durbuy (Belgique)

## Galerie

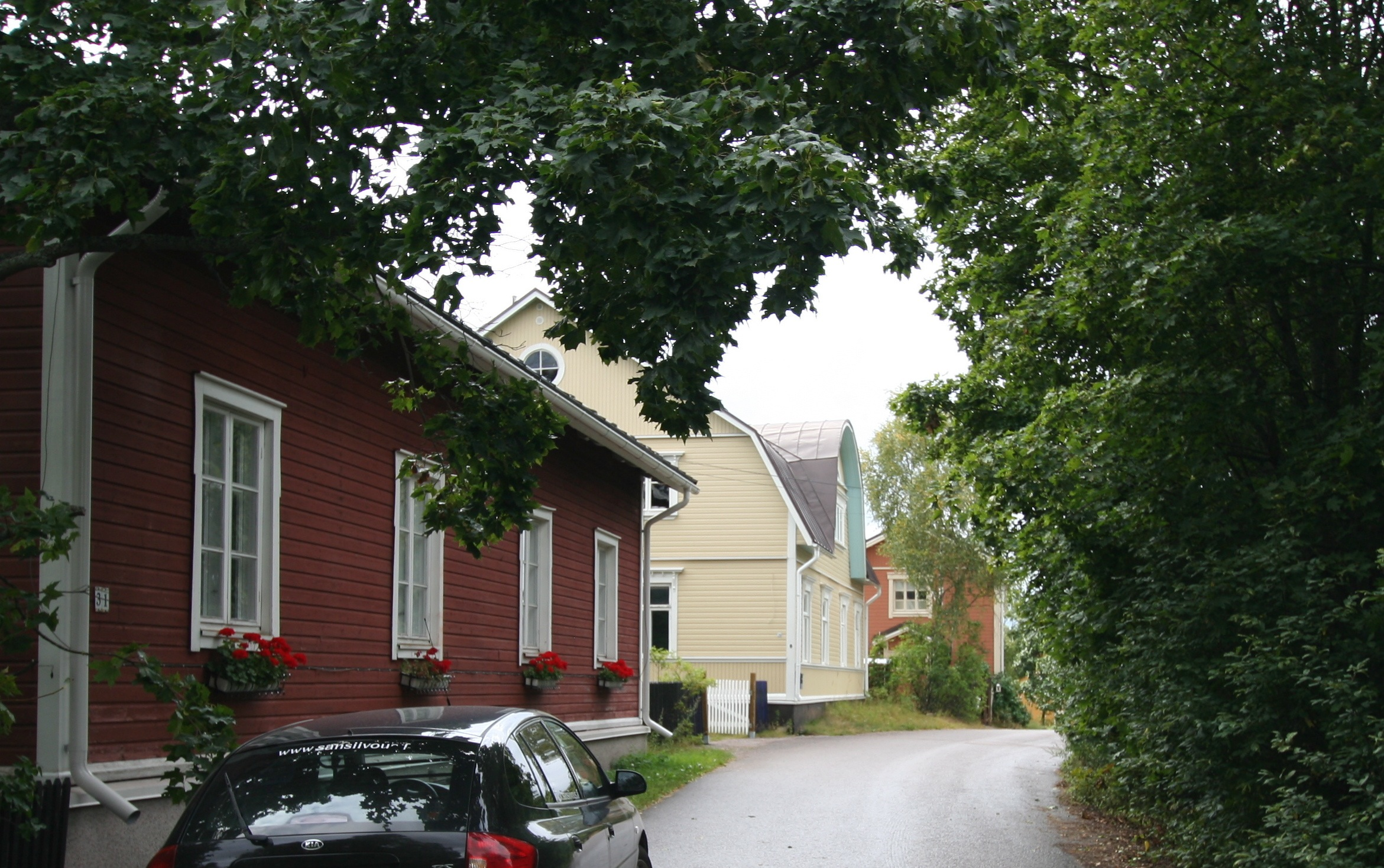
Quartier de Kakela.
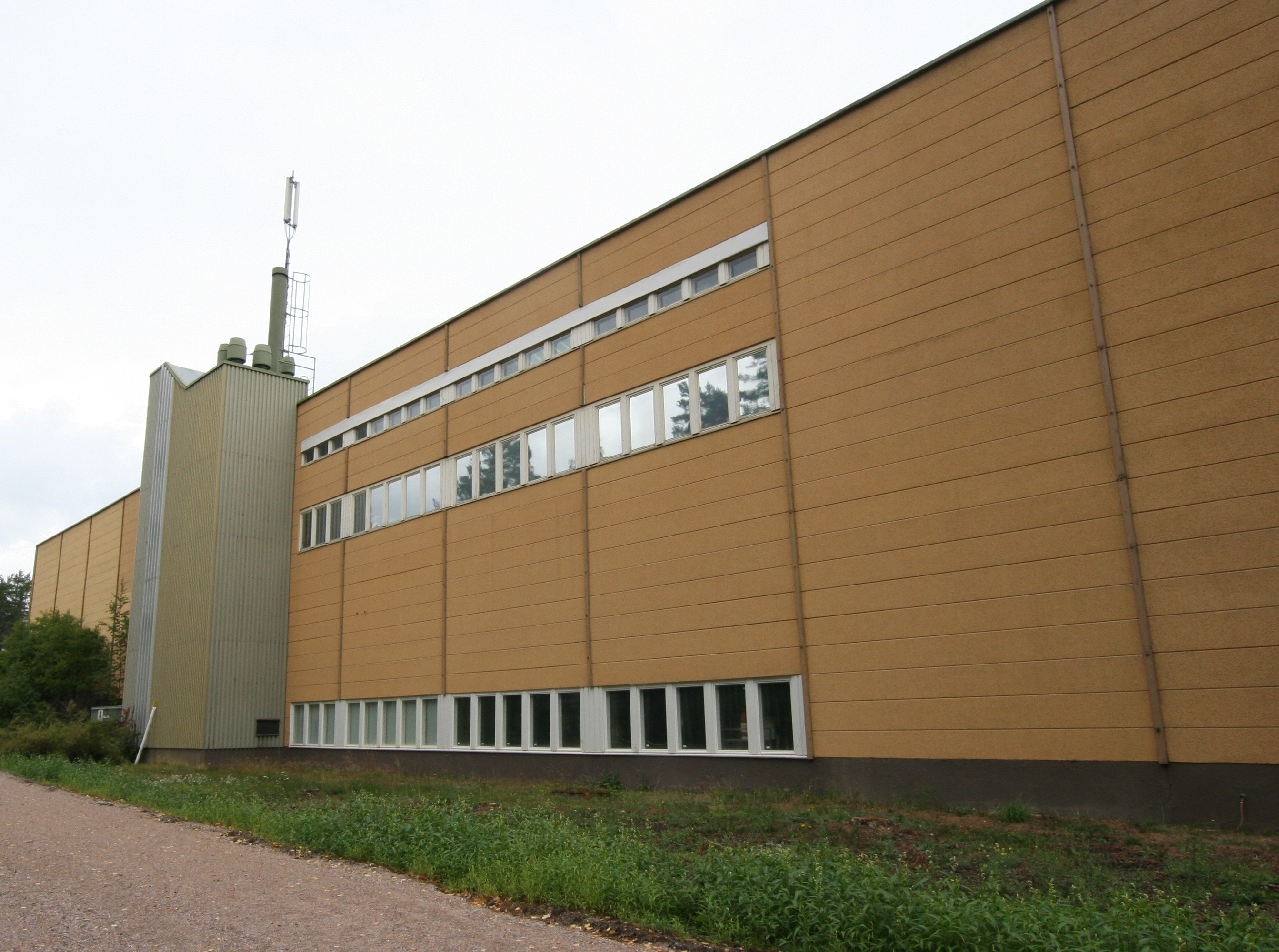
L'usine Virke.
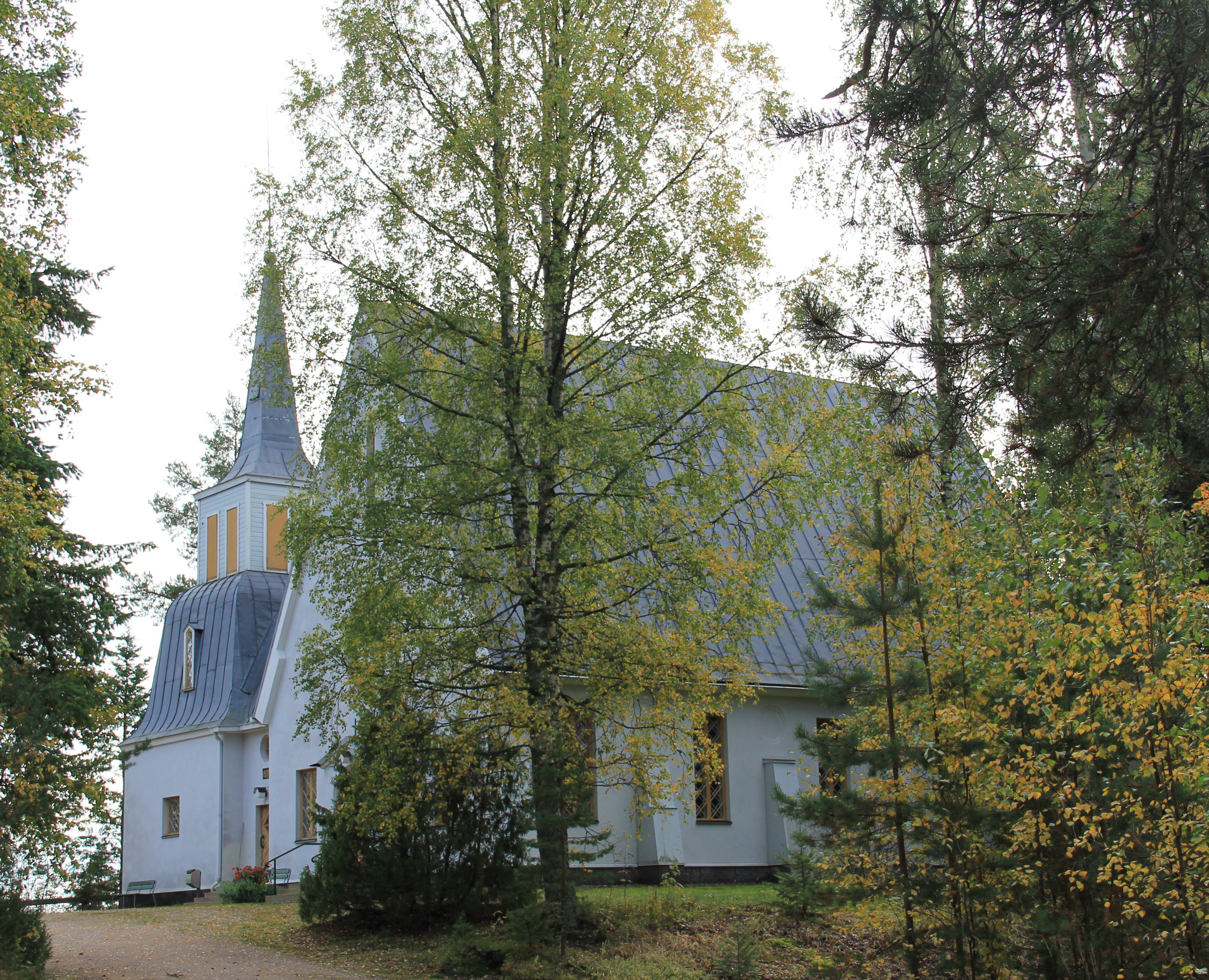
Église de Kuivanto.
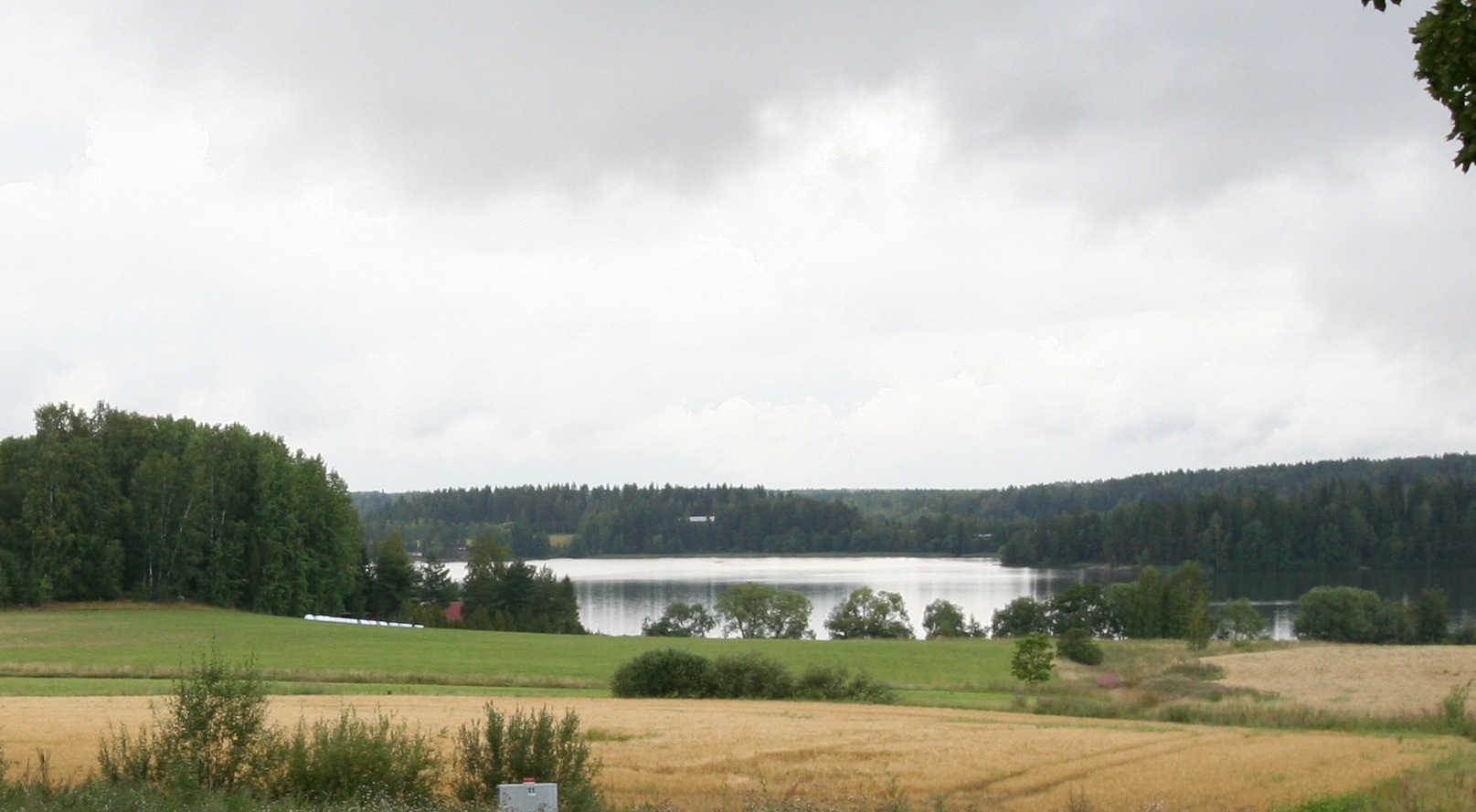
Lac Mallusjärvi.
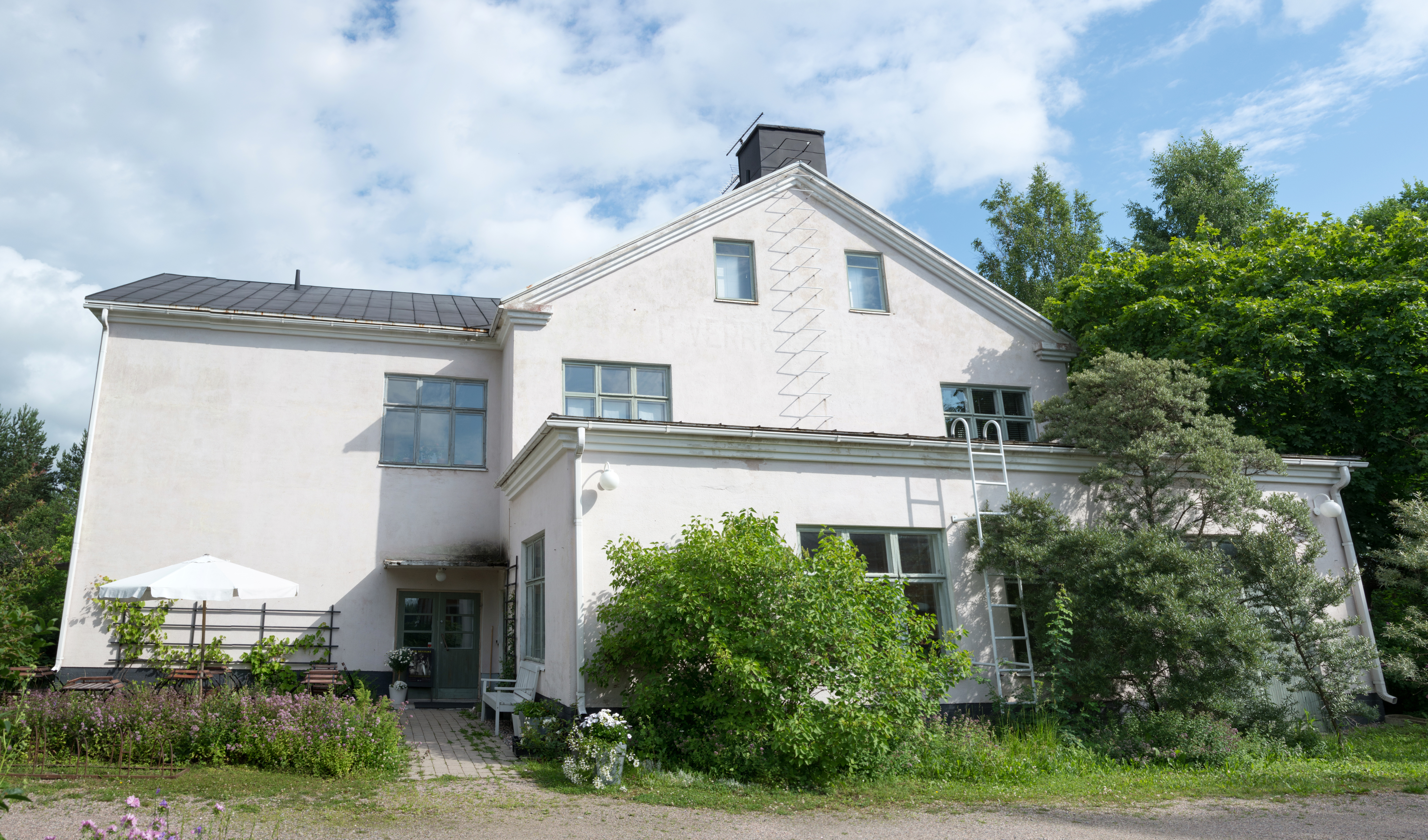
Ville Roosa.
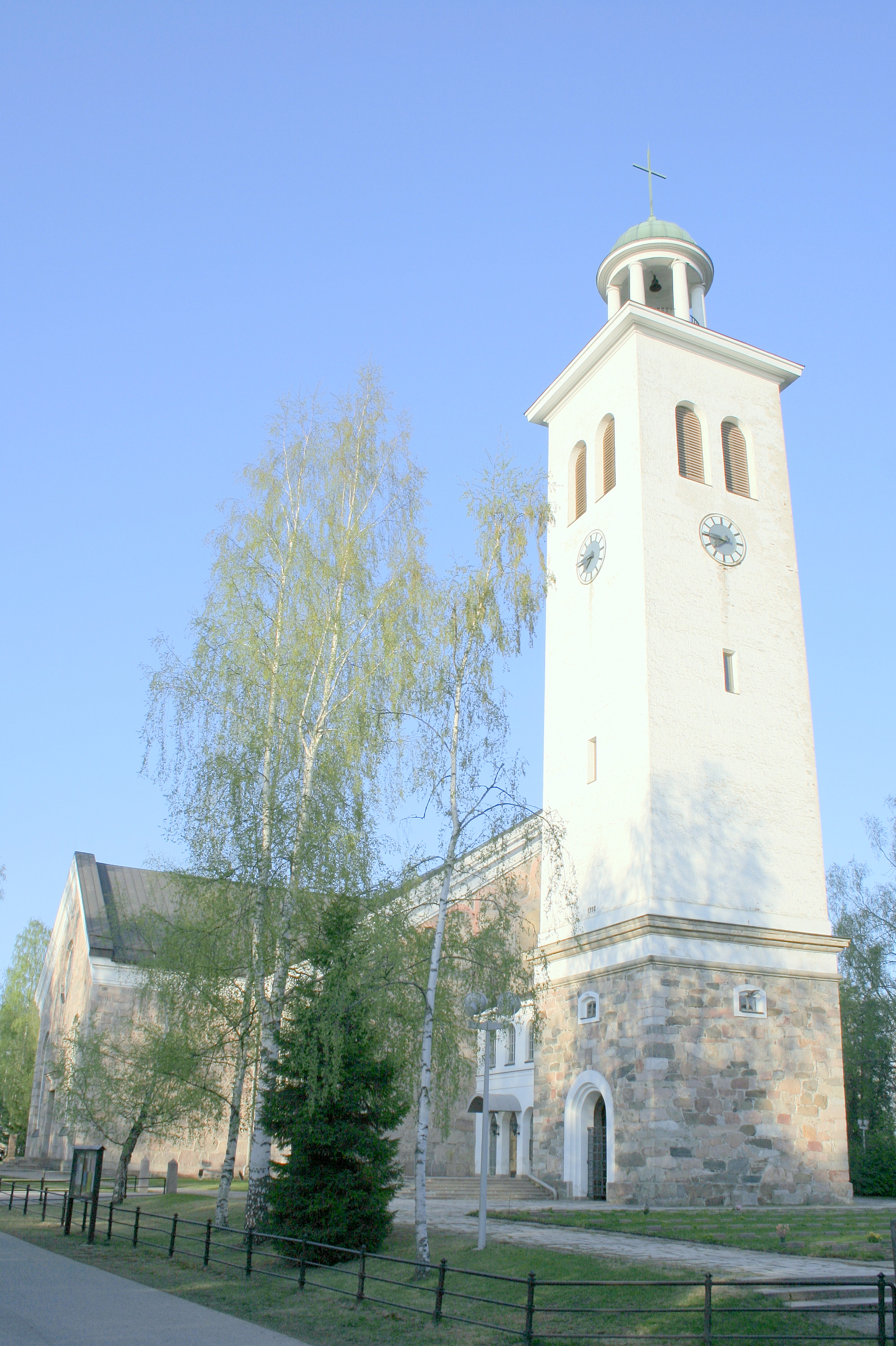
Église d'Orimattila.
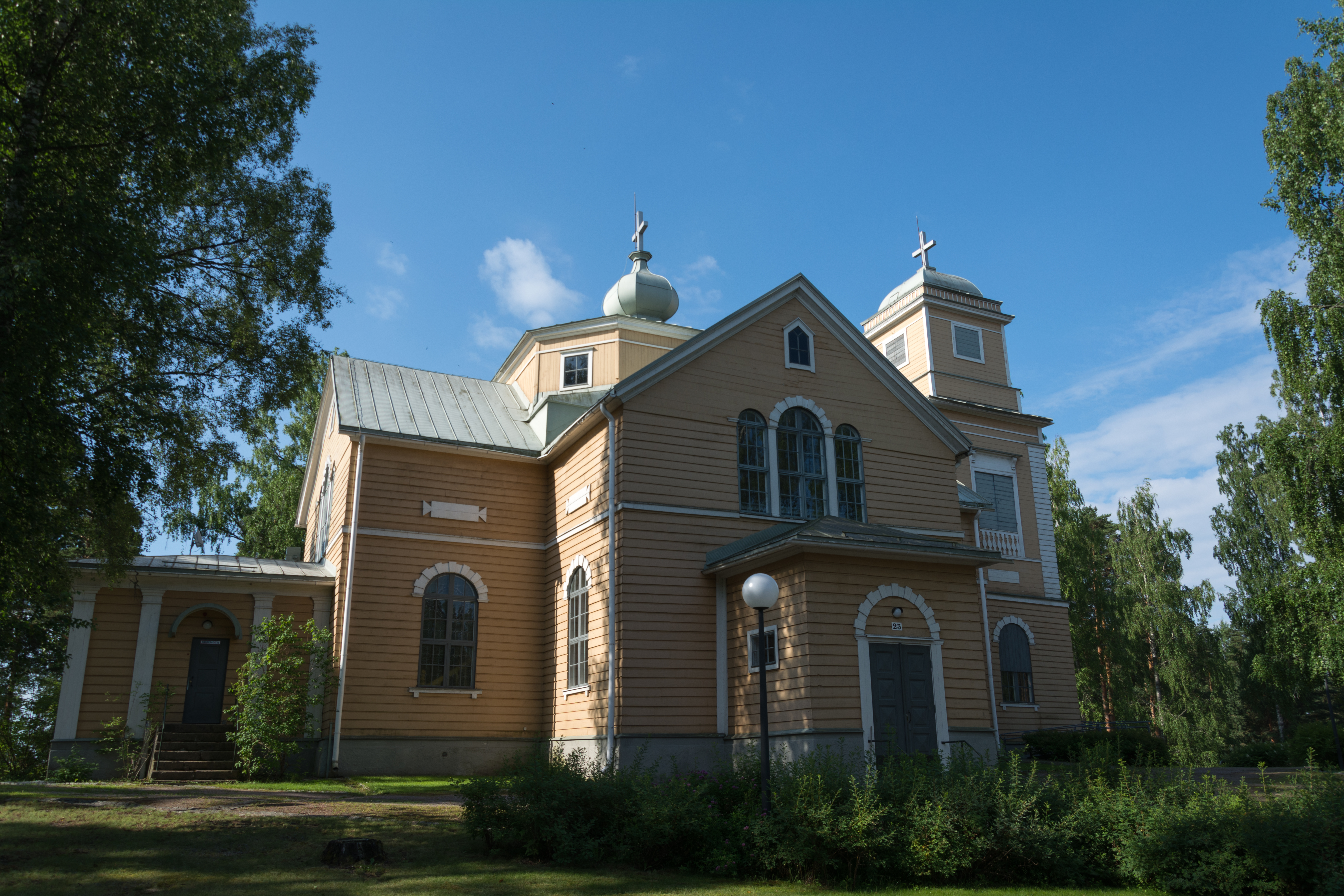
Église d'Artjärvi.
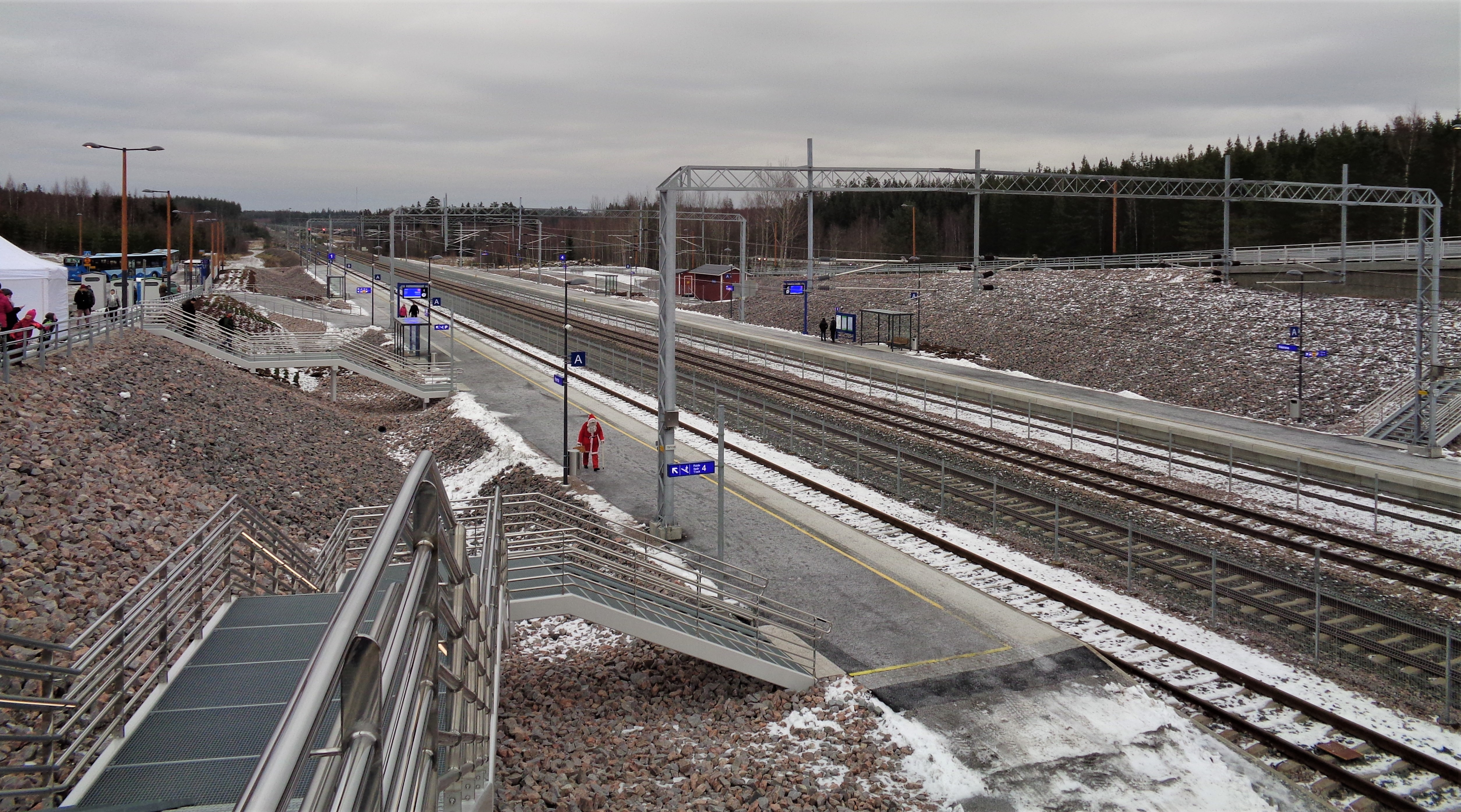
Gare d'Henna.